# Élections législatives tchèques de 1998
Les élections législatives tchèques de 1998 (en tchèque : Volby do Poslanecké sněmovny Parlamentu České republiky 1998) se tiennent les 19 et 20 juin 1998, afin d'élire les 200 députés de la 3e législature de la Chambre des députés pour un mandat de quatre ans.

## Mode de scrutin
La Chambre des députés (Poslanecká sněmovna) se compose de 200 députés, élus pour un mandat de quatre ans au suffrage universel direct à la proportionnelle de Hagenbach-Bischoff. Les sept régions de la République tchèque forment chacune une circonscription plurinominale.
Le scrutin se tient sur deux jours. Il est ouvert le vendredi à 14h et clos à 22h, puis reprend le samedi entre 8h et 14h. Chaque électeur ne peut voter que pour une seule entité politique (parti, coalition de partis, association d'électeurs), mais peut émettre jusqu'à quatre votes de préférence sur la liste qu'il a choisi. Lors du dépouillement, seuls les candidats dont le nombre de voix préférentielles égale ou dépassé 10% du nombre de suffrages recueillis par sa liste était prioritaire dans l'attribution des mandats.
Le seuil électoral est fixé à 5% sur l'ensemble du territoire tchèque pour un parti, 7% pour une coalition de deux partis, 9% pour une alliance de trois partis, 11% pour les associations de quatre partis et au-delà.

## Résultats
|                        |                                                                               |           |       |      |        |               |  |  |  |  |  |  |  |  |
| Parti                  | Parti                                                                         | Voix      | %     | +/-  | Sièges | +/-           |  |  |  |  |  |  |  |  |
|                        | Parti social-démocrate tchèque (ČSSD)                                         | 1 928 660 | 32,31 | 5,87 | 74     | 13            |  |  |  |  |  |  |  |  |
|                        | Parti démocratique civique (ODS)                                              | 1 656 011 | 27,74 | 1,88 | 63     | 5             |  |  |  |  |  |  |  |  |
|                        | Parti communiste de Bohême et Moravie (KSČM)                                  | 658 550   | 11,03 | 0,70 | 24     | 2             |  |  |  |  |  |  |  |  |
|                        | Union chrétienne démocrate - Parti populaire tchécoslovaque (KDU-ČSL)         | 537 013   | 8,99  | 0,91 | 20     | 2             |  |  |  |  |  |  |  |  |
|                        | Union de la liberté (US)                                                      | 513 596   | 8,60  | Nv.  | 19     | 19            |  |  |  |  |  |  |  |  |
|                        | Coalition pour la République - Parti républicain de Tchécoslovaquie (SPR-RSČ) | 232 965   | 3,90  | 4,11 | 0      | 18            |  |  |  |  |  |  |  |  |
|                        | Retraités pour la sécurité de la vie (DŽJ)                                    | 182 900   | 3,06  | 0,03 | 0      | en stagnation |  |  |  |  |  |  |  |  |
|                        | Union démocratique (DEU)                                                      | 86 431    | 1,45  | 1,35 | 0      | en stagnation |  |  |  |  |  |  |  |  |
|                        | Parti vert (SZ)                                                               | 67 143    | 1,12  | Abs. | 0      | en stagnation |  |  |  |  |  |  |  |  |
|                        | Les Indépendants (NEZ)                                                        | 51 981    | 0,87  | 0,37 | 0      | en stagnation |  |  |  |  |  |  |  |  |
|                        | Parti démocrate morave (MODS)                                                 | 22 282    | 0,37  | Nv.  | 0      | en stagnation |  |  |  |  |  |  |  |  |
|                        | Parti national social tchèque (ČSNS)                                          | 17 185    | 0,29  | 1,76 | 0      | en stagnation |  |  |  |  |  |  |  |  |
|                        | Coalition civique - Club politique                                            | 14 788    | 0,25  | Nv.  | 0      | en stagnation |  |  |  |  |  |  |  |  |
|                        |                                                                               |           |       |      |        |               |  |  |  |  |  |  |  |  |
| Votes valides          | Votes valides                                                                 | 5 969 505 | 99,58 |      |        |               |  |  |  |  |  |  |  |  |
| Votes blancs et nuls   | Votes blancs et nuls                                                          | 25 339    | 0,42  |      |        |               |  |  |  |  |  |  |  |  |
| Total                  | Total                                                                         | 5 994 844 | 100   | –    | 200    | en stagnation |  |  |  |  |  |  |  |  |
| Abstention             | Abstention                                                                    | 2 121 992 | 26,14 |      |        |               |  |  |  |  |  |  |  |  |
| Inscrits/Participation | Inscrits/Participation                                                        | 8 116 836 | 73,86 |      |        |               |  |  |  |  |  |  |  |  |